# BENR
BENR (afkorting van Bart EN Robin) is een Nederlands muziekduo bestaande uit Bart Maessen en Robin Zomer. Het duo maakt muziek in de genres pop, rock, en elektronische muziek. BENR combineert elementen van moderne pop met een nostalgisch gevoel, waarbij het dikwijls gaat om vertalingen van bekende (inter)nationale hits.

## Geschiedenis
BENR werd in 2017 opgericht door de twee leden, Bart Maessen en Robin Zomer, nadat ze elkaar leerden kennen tijdens hun middelbareschooltijd. Maessen en Zomer begonnen samen muziek te schrijven en ontdekten dat hun muzikale visie goed met elkaar overeenkwam. Het duo begon als een indie-pop act, maar hun muziek ontwikkelde zich al snel naar een breed scala van stijlen.
BENR werkt samen met de Nederlandse radiozender Qmusic, waarbij ze elke twee weken in de avondshow van Kai Merckx een bewerking maken van een Top 40-nummer. Met deze covers brak het duo in 2022 door: het nummer Beetje gek, een bewerking van Maniac, wist de Tipparade van de Nederlandse Top 40 te bereiken. Ze deden in dat jaar twee Nederlandse clubtournees (de tweede met Jasper Demollin in het voorprogramma) en stonden in het voorprogramma van The Script.
In 2023 brachten ze hun debuut-ep Bart en Robin uit, waarmee ze opnieuw toerden door Nederland, spelend in onder meer 013, Hedon, Patronaat, Paard, Doornroosje en TivoliVredenburg. Een jaar later stonden ze in het voorprogramma van enkele optredens van Miss Montreal.

## Muzikale stijl en invloeden
BENR's muziek kenmerkt zich door een combinatie van moderne pop met elektronische invloeden, vaak verweven met akoestische elementen en energieke beats. De teksten zijn persoonlijk en reflecteren thema’s zoals relaties, zelfontdekking en de zoektocht naar betekenis. Het duo noemt verschillende artiesten als invloed, waaronder alt-J, The War On Drugs en The National.

## Discografie (albums en ep's)
- Bart en Robin (ep, 2023)